# Лорд Бортвик
Лорд Бортвик (англ. Lord Borthwick) — наследственный титул в системе Пэрства Шотландии. Он был создан 12 июня 1452 года для Уильяма Бортвика (ум. ок. 1470).

## История
Александр Нисбет сообщал, что "первый из этой древней и благородной семьи прибыл из Венгрии в Шотландию, в свите королевы Маргарет, в царствование Малькольма III (1058—1093). Томас де Бортвик упоминается в уставе сэра Роберта Лаудера из Куаррелвуда, в правление короля Александра II (1214—1249).
Сэр Уильям де Бортвик (ум. ок. 1458), в 1450-х годах стал лордом парламента в качестве лорда Бортвика, но неясно, когда именно этот титул был создан.
Существует несколько датировок получения титула лорда Бортвика. Уильям Андерсон предполагал, что это было в 1424 году, Питер Браун — в 1438 году, Фрэнсис Лисон — 1452 год, Берк и Пайн называют точную дату — 12 июня 1452 года. Тем не менее, Александр Нисбет, писавший еще в 1722 году, говорит: «эта семья была удостоена титула лорда Бортвик в начале правления Якова II», которое началось в 1437 году. Это ближе к утверждению Питера Брауна.
В парламенте, собранном в Эдинбурге в 1469 году королём Яковом III Стюартом, лорд Бортвик занял второе место после лорда Халибартона (ок. 1441). В парламенте 1471 года он — 4-й лорд парламента после лорда Гламиса (ок. 1445).

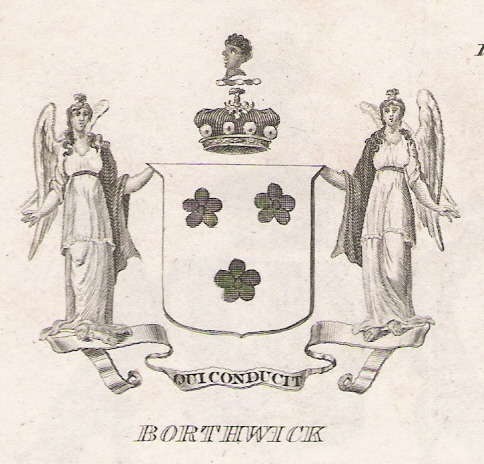
Герб рода Бортвик, Браун «Пэрство Шотландии», 1834 год

Хронология лордов Бортвик также имеет проблемы, так как из первых семи лордов, шесть носили имя Уильям. Андерсон утверждает, что «первый лорд Бортвик умер до 1458 года». Его сын, Уильям Бортвик, 2-й лорд Бортвик (ум. 1483/1484), был послом в Англии и мастером Хаусхолда при короле Якове III Стюарте. Его сменил его сын, Уильям Бортвик, 3-й лорд Бортвик (ум. 1513). Некоторые источники сообщают, что он был одним из многих шотландских дворян, погибших в битве при Флоддене в 1513 году, но Пайн заявлял, что «это маловероятно». Его сын, Уильям Бортвик, 4-й лорд Бортвик (ум. 1543), был опекуном юного короля Якова V Стюарта.
Джон Бортвик, 9-й лорд Бортвик (1616—1675), во время Гражданской войны выступал на стороне роялистов. Тем не менее, после его смерти в 1675 году мужская линия 3-го лорда Бортвика угасла. Поместья Бортвиков перешли к его племяннику Джону Дандасу, сыну его сестры Маргарет Бортвик, а титул лорда Бортвика стал бездействующим.
Право на наследование должно было перейти к Уильяму Бортнику, де-юре 10-му лорду Бортвику (ум. 1690). Он был сыном Уильяма Бортвика, 5-го из Солтрея и Джонстонбарна, старшего сына Уильяма Бортвика, 4-го из Солтрея и Джонстонбарна, правнука Уильяма Бортника, 1-го из Солтрея, сына достопочтенного Александра Бортвика, третьего сына 2-го лорда Бортвика. Он никогда не принимал титула.
Его сын, Уильям Бортвик, де-юре 11-й лорд Бортвик (1666—1706), был полковником британской армии и погиб в битве при Рамильи в 1706 году. Право на титул унаследовал его двоюродный брат Генри Бортвик, де-юре 12-й лорд Бортвик (ум. 1706). Он был внуком Александра Бортвика, младшего сына вышеупомянутого Уильяма Бортвика, 4-го из Солтрея и Джонстонбарна. Генри был капитаном шотландской армии и также участвовал в битве при Рамильи. Он умер от ран, полученных через четыре дня после этой битвы. После его смерти право на лордство перешло к его старшему сыну, Уильяму Бортвику, де-юре 13-му лорду Бортвику (ум. 1723), а затем к его младшему брату Генри, де-юре 14-му лорду Бортвику (ум. 1772). Претензии последнего на титул были приняты Палатой лордов в 1762 году, когда он был признан в качестве 14-го лорда Бортвика. Тем не менее, после его смерти в 1772 году титул лорда Бервика вновь оказался бездействующим.
В 1772 году о своих претензиях на титул заявил его родственник, Патрик Бортвик, де-юре 15-й лорд Бортвик (ум. 1772). Он был правнуком Александра Бортвика, 1-го из Рейдхолла и Саучнелла, младшего сына Уильяма Бортвика, 3-го из Солтрея и Джонстанбарна, внука Уильяма Бортвика, 1-го из Солтрея, сына достопочтенного Александра Бортвика, третьего сына 2-го лорда Бортвика. Его сын, Арчибальд Бортвик, де-юре 16-й лорд Бортвик (1732—1815), ходатайствовал в Палату лордов о праве на титул в 1808 году, но потерпел фиаско. Его сын, Патрик Бортвик, де-юре 17-й лорд Бортвик (1779—1840), также неудачно претендовал на титул в 1816 году. Но его младший сын Каннингем Бортвик, де-юре 19-й лорд Бортвик (1813—1885), в 1870 году был признан Палатой лордов в качестве 19-го лорда Бортвика. С 1880 по 1885 год он заседал в Палате лордов в качестве шотландского пэра-представителя. Его сын, Арчибальд Патрик Томас Бортвик, 20-й лорд Бервик (1867—1910), также являлся шотландским пэром-представителем в Палате лордов (1906—1910). В 1910 году после его смерти звание пэра вновь оказалось бездействующим.
На титул заявил претензии его дальний родственник, Уильям Генри Бортвик, де-юре 21-й лорд Бортвик (1832—1928). Он был потомком Джона Бортвика, 1-го из Крустона, младшего сына 1-го лорда. Его внук, Генри Стюарт Джон Бортвик (1905—1996), в 1986 году был признан в качестве 23-го лорда Бортвика.
По состоянию на 2025 год носителем титула являлся его старший сын, Джон Хью Бортвик, 24-й лорд Бортвик (род. 1940), который сменил своего отца в 1996 году. Он также является главой клана Бортвик, а также имеет феодальные титулы лорда Гериотмьюра и лэрда из Крукстона.

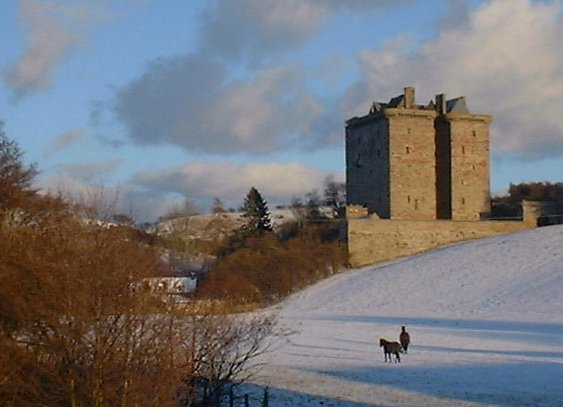
Замок Бортвик, семейная резиденция баронов Бортвик

Наследственная семейная резиденция рода Бервик — Замок Бервик в Мидлотиане (Шотландия).

## Лорды Бортвик (1452)
- 1452—1470: Уильям Бортвик, 1-й лорд Бортвик (ок. 1384 — ок. 1470), старший сын сэра Уильяма Бортвика, 1-го из Бортвика (до 1368 — до 1430);
- 1470—1484: Уильям Бортвик, 2-й лорд Бортвик (ок. 1412 — ок. 6 декабря 1484), старший сын предыдущего от первого брака;
- 1484—1513: Уильям Бортвик, 3-й лорд Бортвик (ум. 9 сентября 1513), старший сын предыдущего;
- 1513—1543: Уильям Бортвик, 4-й лорд Бортвик (ум. 1543), старший сын предыдущего;
- 1543—1566: Джон Бортвик, 5-й лорд Бортвик (ум. 28 марта 1566), второй сын предыдущего;
- 1566—1582: Уильям Бортвик, 6-й лорд Бортвик (ум. октябрь 1582), единственный сын предыдущего;
- 1582—1599: Джеймс Бортвик, 7-й лорд Бортвик (24 июня 1570 — декабрь 1599), сын предыдущего;
- 1599—1623: Джон Бортвик, 8-й лорд Бортвик (ок. 1583 — ноябрь 1623), сын предыдущего;
- 1623—1675: Джон Бортвик, 9-й лорд Бортвик (9 февраля 1616—1675), старший сын предыдущего;
- 1675—1690: Уильям Бортвик, де-юре 10-й лорд Бортвик (ум. 1690), сын полковника Уильяма Бортвика;
- 1690—1706: Уильям Бортвик, де-юре 11-й лорд Бортвик (8 февраля 1666 — 23 мая 1706), сын предыдущего;
- 1706—1706: Генри Бортвик, де-юре 12-й лорд Бортвик (ум. 27 мая 1706), сын Уильяма Бортвика от первого брака;
- 1706—1723: Уильям Бортвик, де-юре 13-й лорд Бортвик (ум. 1723), старший сын предыдущего;
- 1723—1772: Генри Бортвик, 14-й лорд Бортвик (ок. 1689 — 6 сентября 1772), младший (второй) сын капитана Генри Бортвика (ум. 1706), признан лордом Бортвиком в 1762 году;
- 1772—1772: Патрик Бортвик, де-юре 15-й лорд Бортвик (ум. 6 октября 1772), сын преподобного Арчибальда Бортвика (ум. 1727);
- 1772—1815: Арчибальд Бортвик, де-юре 16-й лорд Бортвик (13 мая 1732 — 13 июля 1815), единственный сын предыдущего;
- 1815—1840: Патрик Бортвик, де-юре 17-й лорд Бортвик (12 сентября 1779 — 12 апреля 1840), старший сын предыдущего;
- 1840—1863: Арчибальд Бортвик, де-юре 18-й лорд Бортвик (31 августа 1811 — 3 июля 1863), старший сын предыдущего;
- 1863—1885: Каннингем Бортвик, 19-й лорд Бортвик (6 июня 1813 — 24 декабря 1885), сын Патрика Бортвика (1779—1840), младший брат предыдущего, признан лордом Бортвиком в 1870 году;
- 1885—1910: Арчибальд Патрик Томас Бортвик, 20-й лорд Бортвик (3 сентября 1867 — 4 октября 1910), единственный сын предыдущего;
- 1910—1928: Уильям Генри Бортвик, де-юре 21-й лорд Бортвик (28 ноября 1832 — 8 октября 1928), сын Джона Бортвика, 13-го из Крукстона (1788—1845) от первого брака;
- 1928—1937: Генри Бортвик, де-юре 22-й лорд Бортвик (23 июля 1868 — 27 мая 1937), старший сын предыдущего;
- 1937—1996: Джон Генри Стюарт Бортвик, 23-й лорд Бортвик (13 сентября 1905 — 30 декабря 1996), признан лордом Бортвиком в 1986 году;
- 1996 — настоящее время: Джон Хью Бортвик, 24-й лорд Бортвик (род. 14 ноября 1940), старший сын предыдущего.